# Mágocs
Mágocs är en ort i Ungern.   Den ligger i provinsen Baranya, i den sydvästra delen av landet, 140 km söder om huvudstaden Budapest. Mágocs ligger 171 meter över havet och antalet invånare är 2 652.
Terrängen runt Mágocs är platt. Runt Mágocs är det tätbefolkat, med 356 invånare per kvadratkilometer. Närmaste större samhälle är Dombóvár, 7,9 km väster om Mágocs. I omgivningarna runt Mágocs växer i huvudsak lövfällande lövskog.